# Conclave do outono de 1503
O conclave papal celebrado em outubro de 1503 elegeu a Giuliano della Rovere como o Papa Júlio II para suceder ao Papa Pio III, morto apenas 27 dias após eleito. O conclave ocorreu durante as Guerras Italianas, apenas um mês depois do conclave de setembro de 1503, o que facilitou a nova eleição, já que nenhum dos cardeais eleitores tinha viajado o suficientemente longe de Roma para perder o conclave. O número de cardeais que participaram foi 38: o Sacro Colégio tinha se reduzido em 1 pela eleição de Piccolomini como Pio III, e pela falta de nomeações de novos cardeais, este número não se alterou.
Sobretudo devido à falta de uma capitulação em conclave, este teve apenas dez horas de duração, o mais curto da história.

## Conclave

Brasão papal de Sua Santidade o papa Júlio II

No mês entre os dois conclaves, Della Rovere se reuniu com César Bórgia e os cardeais espanhóis, cujo apoio lhe faltou no conclave anterior, e assegurou que manteria o comando de César no exército papal e as possessões territoriais na Itália. César assim entregou o apoio dos 11 cardeais espanhóis.
Georges d'Amboise também aceitou a candidatura de Della Rovere, levando em conta que sua própria candidatura era impossível e Della Rovere como cardeal italiano de menor ameaça aos interesses franceses.
Ascanio Sforza e seu partido, distante em princípio, votou por Della Rovere no primeiro escrutínio, devido a várias promessas de favores. A votação foi "unânime" para Della Rovere na primeira votação, com a exceção de seu próprio voto.

## Cardeais votantes
| Consistóro                     | Nov 1503 |
| ------------------------------ | -------- |
| Fevereiro 1456                 | 1        |
| Consistórios de Calisto III    | 1        |
| Setembro 1467                  | 1        |
| Consistórios de Paulo II       | 1        |
| Dezembro 1471                  | 1        |
| Dezembro 1476                  | 1        |
| Dezembro 1477                  | 2        |
| Maio 1480                      | 1        |
| Março 1484                     | 1        |
| Consistórios de Sisto IV       | 6        |
| Março 1489                     | 4        |
| Consistórios de Inocêncio VIII | 4        |
| Setembro 1493                  | 7        |
| Maio 1494                      | 1        |
| Janeiro 1495                   | 2        |
| Fevereiro 1496                 | 1        |
| Setembro 1498                  | 1        |
| Março 1500                     | 2        |
| Setembro 1500                  | 9        |
| Maio 1503                      | 9        |
| Consistórios de Alexandre VI   | 32       |
| Total                          | 44       |

| Criado por                  | Cardeais | Por Cento |
| --------------------------- | -------- | --------- |
| Papa Calisto III (CIII)     | 01       | 2,27 %    |
| Papa Paulo II (PII)         | 01       | 2,27 %    |
| Papa Sisto IV (SIV)         | 06       | 13,64 %   |
| Papa Inocêncio VIII (IVIII) | 04       | 9,09 %    |
| Papa Alexandre VI (AlVI)    | 032      | 72,73 %   |
| Total                       | 44       | 100 %     |

### Cardeais Bispos
Participaram dos escrutínios os seguintes cardeais:
| Nº | Nome                        | Consistório   | Papa  |
| -- | --------------------------- | ------------- | ----- |
| 1  | Giuliano della Rovere       | Dezembro 1471 | SIV   |
| 2  | Jorge da Costa, O.Cist.     | Dezembro 1476 | SIV   |
| 3  | Girolamo Basso della Rovere | Dezembro 1477 | SIV   |
| 4  | Oliviero Carafa             | Setembro 1467 | PII   |
| 5  | Antonio Pallavicini Gentili | Março 1489    | IVIII |
| 6  | Lorenzo Cybo de Mari        | Março 1489    | IVIII |

### Cardeais Presbíteros
| Nº | Nome                          | Consistório    | Papa |
| -- | ----------------------------- | -------------- | ---- |
| 7  | Raffaele Riario               | Dezembro 1477  | SIV  |
| 8  | Giovanni Antonio Sangiorgio   | Setembro 1493  | AVI  |
| 9  | Bernardino Lopez de Carvajal  | Setembro 1493  | AVI  |
| 10 | Domenico Grimani              | Setembro 1493  | AVI  |
| 11 | Juan de Castro                | Fevereiro 1496 | AVI  |
| 12 | Georges D'Amboise             | Setembro 1498  | AVI  |
| 13 | Jaime Serra i Cau             | Setembro 1500  | AVI  |
| 14 | Pietro Isvalies               | Setembro 1500  | AVI  |
| 15 | Francisco de Borja            | Setembro 1500  | AVI  |
| 16 | Juan de Vera                  | Setembro 1500  | AVI  |
| 17 | Ludovico Prodocator           | Setembro 1500  | AVI  |
| 18 | Antonio Trivulzio, O.C.R.S.A. | Setembro 1500  | AVI  |
| 19 | Gianstefano Ferrero           | Setembro 1500  | AVI  |
| 20 | Juan Castellar y de Borja     | Maio 1503      | AVI  |
| 21 | Francesco Soderini            | Maio 1503      | AVI  |
| 22 | Francisco de Remolins         | Maio 1503      | AVI  |
| 23 | Francisco Desprats            | Maio 1503      | AVI  |
| 24 | Adriano di Castello           | Maio 1503      | AVI  |
| 25 | Jaime de Casanova             | Maio 1503      | AVI  |

### Cardeais Diáconos
| Nº | Nome                                                  | Consistório   | Papa  |
| -- | ----------------------------------------------------- | ------------- | ----- |
| 26 | Giovanni Colonna                                      | Maio 1480     | SIV   |
| 27 | Ascanio Maria Sforza Visconti                         | Março 1484    | SIV   |
| 28 | Giovanni de' Medici                                   | Março 1489    | IVIII |
| 29 | Federico di Sanseverino                               | Março 1489    | IVIII |
| 30 | Giuliano Cesarini, Jr.                                | Setembro 1493 | AVI   |
| 31 | Alessandro Farnese                                    | Setembro 1493 | AVI   |
| 32 | Ippolito d'Este                                       | Setembro 1493 | AVI   |
| 33 | Luigi d'Aragona                                       | Maio 1494     | AVI   |
| 34 | Amanieu d'Albret                                      | Março 1500    | AVI   |
| 35 | Pedro Luis de Borja Llançol de Romaní, O.S.Io.Hieros. | Março 1500    | AVI   |
| 36 | Marco Cornaro                                         | Setembro 1500 | AVI   |
| 37 | Niccolò Fieschi                                       | Maio 1503     | AVI   |
| 38 | Francisco Lloris y de Borja                           | Maio 1503     | AVI   |

### Cardeais ausentes

#### Cardeais Presbíteros
| Nº | Nome                      | Consistório    | Papa |
| -- | ------------------------- | -------------- | ---- |
| 39 | Luis Juan de Milà y Borja | Fevereiro 1456 | CIII |
| 40 | Raymond Peraudi, O.S.A.   | Setembro 1493  | AVI  |
| 41 | Guillaume Briçonnet       | Janeiro 1495   | AVI  |
| 42 | Filipe de Luxemburgo      | Janeiro 1495   | AVI  |
| 43 | Tamás Bakócz              | Setembro 1500  | AVI  |
| 44 | Melchior von Meckau       | Maio 1503      | AVI  |